# Ахратан
Ахратан (д/н — 335 до н. е.) — цар Куша в 350–335 роках до н. е.

## Життєпис
Син царя Гарсіотефа та його другої дружини Пелхи. Посів трон близько 350 року до н. е. після смерті старшого брата Піанхалари. Втім низка дослідників розглядає останнього як стрийка Ахратана. Можливо куш розпався на 2 частини, внаслідок чого тривала боротьба до самої смерті Піанхалара.
Відомий з картуша та з чорної гранітної статуї, знайденої в храмі Амона на скелі Джебель-Баркал. Намагався відродити державу. Надав допомогу Нектанебу II, фараону Єгипту, коли той зазнав поразки від перських військ. Завдяки цьому розширив контроль на значну частину верхнього Єгипту.
Помер близько 335 року до н. е. Поховано в піраміді № 14 в Нурі. Йому спадкував Аманібахі.